# Normă conflictuală
Norma conflictuală este o instituție (noțiune) de drept internațional privat.

### Definire
Norma conflictuală determină legea aplicabilă unui raport cu element de extraneitate. Norma conflictuală poartă această denumire deoarece  soluționează un conflict de legi indicând care este legea competentă.  Acțiunea normei conflictuale încetează din momentul în care s-a stabilit legea aplicabilă în cauză. 
Norma conflictuală are un caracter prealabil, prejudical, ea este o normă de trimitere. 

### Structură
Norma conflictuală este alcătuită din două elemente esențiale: conținutul și legătura.
- Conținutul - reprezintă domeniul la care se referă sau materia ce va fi reglementată de un anumit sistem de drept.

- Legătura - legătura normei conflictuale determină legea aplicabilă raportului cu element de extraneitate.
  - Punctele de legătură: sunt cele care determină în concret legea competentă prin stabilirea unei legături cu un anumit sistem de drept. Principalele puncte de legătură așa cum sunt stabilite de legislația noastră sunt: cetățenia, teritoriul, și pavilionul unei nave sau aeronave.

## Clasificare
După felul legăturii normele conflictuale pot fi unilaterale sau bilaterale.
- Normele conflictuale unilaterale precizează domeniul de aplicare a legii proprii, fără a se referi la legea străină. De exemplu, art. 14, alin. (2) al legii 105/1992 (Legea 105/1992 a fost aborgată la data de 15 februarie 2013 prin legea de punere în aplicare a noului cod de procedură civilă) stipulează că: "ocrotirea dreptului la nume, săvârșite în România, este asigurată de legea română." În acest caz norma conflictuală determină numai sitațiile când legea română este competentă, fără a stabili când este competentă și legea străină.

- Normele conflictuale bilaterale precizează atât domeniul de aplicare a legii proprii, cât și a legii străine.

După conținutul lor normele conflictuale privesc: persoanele, proprietatea, contractele, raporturile de familie, succesiunea.